# Chiplun
Chiplun è una città dell'India di 46.213 abitanti, situata nel distretto di Ratnagiri, nello stato federato del Maharashtra. In base al numero di abitanti la città rientra nella classe III (da 20.000 a 49.999 persone).

## Geografia fisica
La città è situata a 17° 31' 60 N e 73° 31' 0 E e ha un'altitudine di 6 m s.l.m..

## Società

### Evoluzione demografica
Al censimento del 2001 la popolazione di Chiplun assommava a 46.213 persone, delle quali 23.331 maschi e 22.882 femmine. I bambini di età inferiore o uguale ai sei anni assommavano a 5.754, dei quali 3.060 maschi e 2.694 femmine. Infine, coloro che erano in grado di saper almeno leggere e scrivere erano 36.763, dei quali 19.199 maschi e 17.564 femmine.